# Waiting for Cousteau
Waiting for Cousteau (título francês: En Attendant Cousteau) é um álbum de Jean Michel Jarre, lançado em 1990, Dreyfus, licenciada para a Polydor. O álbum foi dedicado a Jacques-Yves Cousteau e foi lançado em seu 80º aniversário no 11 de junho de 1990. O título do álbum é uma referência uma obra de Samuel Beckett, "Esperando Godot". Foi aclamado pela crítica como uma das maiores obras de Jarre, devido as extremas diferenças estilísticas de seus outros álbuns, especialmente a faixa título, que o site Allmusic descreve como um material inovador.

## Faixas
1. "Calypso" – 8:24
2. "Calypso Part 2" – 7:10
3. "Calypso Part 3 (Fin de siècle)" – 6:28
4. "Waiting for Cousteau" – 46:55

## Créditos
- Jean Michel Jarre Sintetizador, Teclados, Produção, Mixagem[1] .
- Amoco Renegades: Bateria (Metais), Design.
- Xavier Bellenger, Guy Delacroix: Baixo.
- Fiona de Montaignac: (Assistente) Produção.
- Chistopher Deschamps: Bateria.
- Michel Geiss: Teclados, Piano, Mixagem.
- Ted Jensen: Masterização.
- Renaud Letang: (Assistente) Engenharia, Mixagem (Assistente).
- Bruno Mylonas: Engenharia, Mixagem.
- Patrick Pelamourgues: Masterização (Assistente).
- Dominique Perrier Teclados, Clavier.
- Jit Samaroo: Direção..
- Denis Vanzetto: Engenharia.